# Небитчи
«Небитчи» (туркм. Nebitçi - нефтяник) — советский и туркменский профессиональный футбольный клуб из Балканабада. Был основан в 1960 году под названием «Небитчи», в мае 2010 года переименован в «Балкан» в честь названия западной области Туркменистана. По четыре раза становился чемпионом Туркменистана и обладателем Кубка Туркменистана, 2 раза выигрывал Суперкубок Туркменистана, был победителем Кубка президента АФК. Домашний стадион «Спорт топлумы» на 10 000 мест был открыт в 2010 году.

## Прежние названия
- 1947—май 2010 — «Небитчи»
- май 2010—сентябрь 2018 — «Балкан»
- с сентября 2018 — «Небитчи»

## История

### Чемпионат СССР
Участник двух чемпионатов СССР (1990—1991): вторая лига (1990—1991), лучшее место: 10-е в 1991 г.

### 2010-е
Сезон 2011 «Балкан» начал весьма успешно, показывая, что готов бороться за титул. В дальнейшем у других команд так и не получилось догнать почти безупречно на протяжении всего сезона «нефтяников». Хуже дела шли в Кубке Туркменистана, где команда выбыла в четвертьфинале, проиграв по сумме двух матчей «Лебапу». 25 июня 2011 года в Ашхабаде на стадионе «Ниса», «Балкан» и вице-чемпион страны ашхабадский «Алтын Асыр» боролись за Суперкубок Туркменистана, победителями стали «нефтяники», победившие со счётом 4:2. В Кубке Президента АФК «Балкан» дошёл до финальной стадии, где в напряжённом противостоянии был выбит из турнира «Тайвань Пауэр Компани». «Балкан» так же победил в чемпионате Туркменистана.
Для начала в команде произошли изменения в тренерском штабе: на смену прежнему наставнику Александру Клименко, который встал у руля наманганского «Навбахора», пришёл Аманмурад Мередов. Так же на роль технического директора в команду был приглашён 49-летний турецкий специалист Семих Ювакуран, известный в прошлом защитник «Фенербахче», «Галатасарая» и сборной Турции. 30 апреля 2012 года «Балкан» прибыл в Душанбе для участия в отборочном турнире Кубка президента АФК-2012. В первом групповом матче команда проиграла палестинскому «Аль-Амари» (1-2), по мнению главного тренера Аманмурада Мередова ошибки арбитра повлияли на результат матча. Во втором матче «Балкан» выбыл из розыгрыша Кубка Президента АФК проиграв таджикскому «Истиклолу» (1-2). «Балкан» победил в чемпионате Туркменистана. Команда во главе с главным тренером Аликпером Гурбани завоевала Кубок Туркменистана.
В 2013 году команду возглавил Рахим Курбанмамедов. В начале сезона команда проиграла в Суперкубке Туркменистана 1:1 (1:2 по пенальти) ашхабадскому МТТУ В мае 2013 года футболисты «Балкана» вышли в финальную часть Кубка президента АФК-2013, одержав три победы в отборочном турнире, в группе «С». Игры проходили в Пномпене, в первом матче «Балкан» одолел «Хиляль Аль-Кудс» (3:2), во втором «Beoungket Rubber» (2:0), в заключительном «Sri Lanka Army Sports Club» (5:0). В финальной стадии проходившей в Малайзии, футболисты «Балкана» разгромили «Three Star Club» (6:0) и «Эрчим» (4:0), таким образом, набрав 6 очков вышли в финал Кубка Президента АФК 2013. В финале кубка нефтяники обыграли пакистанский «КРЛ» и впервые завоевали трофей. По итогам Чемпионата Туркменистана 2013 клуб стал серебряным призёром, лучшим бомбардиром турнира был признан нападающий «Балкана» Мамедали Караданов, который отличился 26 раз.
В 2015 году команду возглавил Али Гурбани. По итогам сезона команда завоевала серебряные медали Чемпионата Туркменистана 2015. Нападающий Мурад Ягшиев стал лучшим бомбардиром Чемпионата Туркменистана 2015 с 31 голом.
В начале 2016 года команду возглавил туркменский специалист Александр Клименко. В феврале 2016 года «Балкан» уступил на нейтральном поле сирийскому клубу «Аль-Вахда» и лишился возможности выступления в Кубке АФК 2016. По итогам сезона клуб занял второе место в чемпионате Туркменистана 2016.

## Достижения
Чемпионат Туркменистана по футболу
- Чемпион (4): 2004, 2010, 2011, 2012
- Серебряный призёр (5): 1992, 1993, 2000, 2003, 2009, 2013, 2015
- Бронзовый призёр (5): 1995, 2001, 2005, 2007, 2008

Кубок Туркменистана
- Обладатель (4): 2003, 2004, 2010, 2012
- Финалист (3): 1998, 1999, 2001

Суперкубок Туркменистана
- Обладатель (2): 2006, 2011, 2012
- Финалист (1): 2013

Кубок президента АФК
- Обладатель (1): 2013

## Азиатские кубки
| Сезон   | Турнир                   | Раунд                            |                            | Клуб                         | Счет       | Голы                                         |
| ------- | ------------------------ | -------------------------------- | -------------------------- | ---------------------------- | ---------- | -------------------------------------------- |
| 2000-01 | Кубок обладателей кубков | Квалиф. раунд                    | Флаг Узбекистана           | Динамо (Самарканд)           | (4-3, 3-2) |                                              |
| 2000-01 | Кубок обладателей кубков | 2-й раунд                        | Флаг Казахстана            | Кайрат-СОПФК                 | (1-0, 1-3) | Гочкулиев//Ильмурадов                        |
| 2004    | Кубок АФК                | Групповой раунд                  | Флаг Сирии                 | Аль-Джаиш                    | 0-6        |                                              |
| 2004    | Кубок АФК                | Групповой раунд                  | Флаг Ливана                | Олимпик                      | 0-2        |                                              |
| 2004    | Кубок АФК                | Групповой раунд                  | Флаг Ливана                | Олимпик                      | 1-2        |                                              |
| 2004    | Кубок АФК                | Групповой раунд                  | Флаг Сирии                 | Аль-Джаиш                    | 0-0        |                                              |
| 2005    | Кубок АФК                | Групповой раунд                  | Флаг Иордании              | Аль-Фейсали                  | 1-1        | Аразов, 56                                   |
| 2005    | Кубок АФК                | Групповой раунд                  | Флаг Индии                 | Ист-Бенгал                   | 3-2        | Аликперов, 1, Ровшан Мередов, 60, Аразов, 83 |
| 2005    | Кубок АФК                | Групповой раунд                  | Флаг Бангладеш             | Муктиджоддха Сангсад (Дакка) | 0-1        |                                              |
| 2005    | Кубок АФК                | Групповой раунд                  | Флаг Бангладеш             | Муктиджоддха Сангсад (Дакка) | 2-1        | Аликперов, 4, 39-пен.                        |
| 2005    | Кубок АФК                | Групповой раунд                  | Флаг Иордании              | Аль-Фейсали                  | 3-3        |                                              |
| 2005    | Кубок АФК                | Групповой раунд                  | Флаг Индии                 | Ист-Бенгал                   | 2-3        | Фархат Базаров, 53, Аразов, 88               |
| 2007    | Кубок АФК                | Групповой раунд                  | Флаг Иордании              | Аль-Фейсали                  | 0-0        |                                              |
| 2007    | Кубок АФК                | Групповой раунд                  | Флаг Ливана                | Аль-Ансар                    | 1-3        | Кульджагазов, 80                             |
| 2007    | Кубок АФК                | Групповой раунд                  | Флаг Омана                 | Дофар                        | 0-1        |                                              |
| 2007    | Кубок АФК                | Групповой раунд                  | Флаг Омана                 | Дофар                        | 0-1        |                                              |
| 2007    | Кубок АФК                | Групповой раунд                  | Флаг Иордании              | Аль-Фейсали                  | 0-2        |                                              |
| 2007    | Кубок АФК                | Групповой раунд                  | Флаг Ливана                | Аль-Ансар                    | 1-1        | Бегжанов, 82                                 |
| 2011    | Кубок президента АФК     | Групповой раунд                  | Флаг Тайваня               | Тайвань Пауэр Компани        | 1-1        | Виталий Аликперов, 36                        |
| 2011    | Кубок президента АФК     | Групповой раунд                  | Флаг Непала                | Непал Полис                  | 0-2        | Антон Кучеренков, 41, Нурклыч Диванов, 52    |
| 2011    | Кубок президента АФК     | Групповой раунд                  | Флаг Пакистана             | ВАПДА                        | 0-1        |                                              |
| 2011    | Кубок президента АФК     | Финальный этап (Групповой раунд) | Флаг Таджикистана          | Истиклол                     | 1-1        |                                              |
| 2011    | Кубок президента АФК     | Финальный этап (Групповой раунд) | Флаг Тайваня               | Тайвань Пауэр Компани        | 3-4        |                                              |
| 2012    | Кубок президента АФК     | Групповой раунд                  | Флаг Государства Палестина | Марказ Шабаб Аль-Амари       | 1-2        | Гахрыманберды Чонкаев, 32                    |
| 2012    | Кубок президента АФК     | Групповой раунд                  | Флаг Таджикистана          | Истиклол                     | 1-2        | Нурклыч Диванов, 66                          |

## Руководство и тренерский штаб
| Должность      | Имя                       |
| -------------- | ------------------------- |
| Администратор  | Довленов Довлен           |
| Администратор  | Аширгельды Гошлыев        |
| Главный тренер | Александр Клименко        |
| Начальник      | Амангельды Юсупов         |
| Тренер         | Сейдулламырат Аманмырадов |
| Врач           | Максатмурат Юсупов        |

## Тренеры клуба
- Саид Бегжанов (1990)
- Тачмурад Агамурадов (1991—1993)
- Байрамдурды Дурдыев (2000)
- 2003,  Валерий Фурсов[22], Байрам Бегенчев
- 2004,  Ашир Бегжанов
- 2004—2008,  Аманмурад Мередов
- 2008—2009,  Александр Клименко
- 2010,  Реджепмурад Агабаев
- 2011,  Александр Клименко[23]
- Аманмурад Мередов (2012)
- Аликпер Гурбани (2012)
- Рахим Курбанмамедов (2013—2014)
- Али Гурбани (2015)
- Александр Клименко (2016—н. в.)